# فيليكس مانتيلا
فيليكس مانتيلا (بالإسبانية: Félix Mantilla) (ولد في 22 سبتمبر 1974، في أسبانيا). هو لاعب كرة مضرب أسباني معتزل.

## روابط خارجية
- فيليكس مانتيلا على موقع جمعية أبحاث البيسبول الأمريكية (الإنجليزية)
- فيليكس مانتيلا على موقع رابطة محترفي التنس (الإنجليزية)
- فيليكس مانتيلا على موقع الاتحاد الدولي لكرة المضرب (الإنجليزية)
- فيليكس مانتيلا على موقع كأس ديفيز (الإنجليزية)
- فيليكس مانتيلا على موقع خلاصة التنس.كوم (الإنجليزية)